# Tomio Kinoshita
Tomio Kinoshita (木下 富雄, Kinoshita Tomio) est un artiste graveur japonais du XXe siècle, né en 1923 dans la préfecture de Mie et mort en 2014.

## Biographie
En 1941, il sort diplômé du collège d'Art appliqué de Nagoya. Il est membre de l'Association japonaise de gravure et membre associé de l'Académie Nationale des Beaux-Arts. Il participe depuis 1957 aux expositions de ces deux groupes, dont il reçoit plusieurs fois le prix. Il fait de nombreuses expositions à l'étranger.
Ses gravures sur bois se constituent de formes répétitives à partir de lignes profondément gravées.